# Église Saint-Cybard de Dignac
L'église Saint-Cybard est une église catholique située à Dignac, en France.

## Localisation
L'église est située dans le département français de la Charente, sur la commune de Dignac.

## Historique
L'édifice est classé au titre des monuments historiques en 1980.